# Голембовский, Григорий Семёнович
Григорий Семёнович Голембовский (29 апреля 1924 года — 3 апреля 1990 года) — председатель колхоза имени Калинина Тетиевского района Киевской области Украинской ССР, советский хозяйственный, государственный и политический деятель, Герой Социалистического Труда.

## Биография
Родился в 1924 году.
Партизан Великой Отечественной войны, затем — в действующей армии, командир отделения 78-го стрелкового полка. С 1947 года — на хозяйственной, общественной и политической работе. В 1947—1986 гг. — студент Боярского сельскохозяйственного техникума, агроном, председатель колхоза имени Калинина Тетиевского района Киевской области Украинской ССР.
Указом Президиума Верховного Совета СССР от 24 декабря 1976 года присвоено звание Героя Социалистического Труда с вручением ордена Ленина и золотой медали «Серп и Молот».
В 1987 году вышел на заслуженный отдых. 
Умер в Тетиеве в 1990 году.

## Награды
- Звание Герой Социалистического Труда (Указ Президиума Верховного Совета СССР от 24 декабря 1976 года;
- Золотая медаль «Серп и Молот» (24 декабря 1976);
- три ордена Ленина;
- Орден Отечественной войны I степени;
- два ордена Трудового Красного Знамени;
- Орден Славы III степени;
- Медаль «За отвагу» (СССР)